# Edward Paredes
Pour les articles homonymes, voir Paredes.
 (août 2017).
Edward Miguel Paredes Cruz (né le 30 septembre 1986 à Villa Arriva en République dominicaine) est un ancien lanceur gaucher de la Ligue majeure de baseball.

## Carrière
Edward Paredes signe son premier contrat professionnel en mai 2005 avec les Mariners de Seattle. Avant d'atteindre les Ligues majeures, il évolue en ligues mineures avec des clubs affiliés aux Mariners (2006-2011), aux Indians de Cleveland (2013), aux Angels de Los Angeles (2016) et aux Dodgers de Los Angeles (2017), en plus de jouer au baseball d'hiver en République dominicaine et dans le baseball indépendant aux États-Unis. Il aboutit chez les Dodgers le 8 décembre 2016 après avoir été réclamé par l'équipe lors de l'annuel repêchage de règle 5.
Paredes, un gaucher, fait ses débuts dans le baseball majeur à l'âge de 30 ans comme lanceur de relève des Dodgers de Los Angeles le 24 juillet 2017.